# Jan Tore Sanner

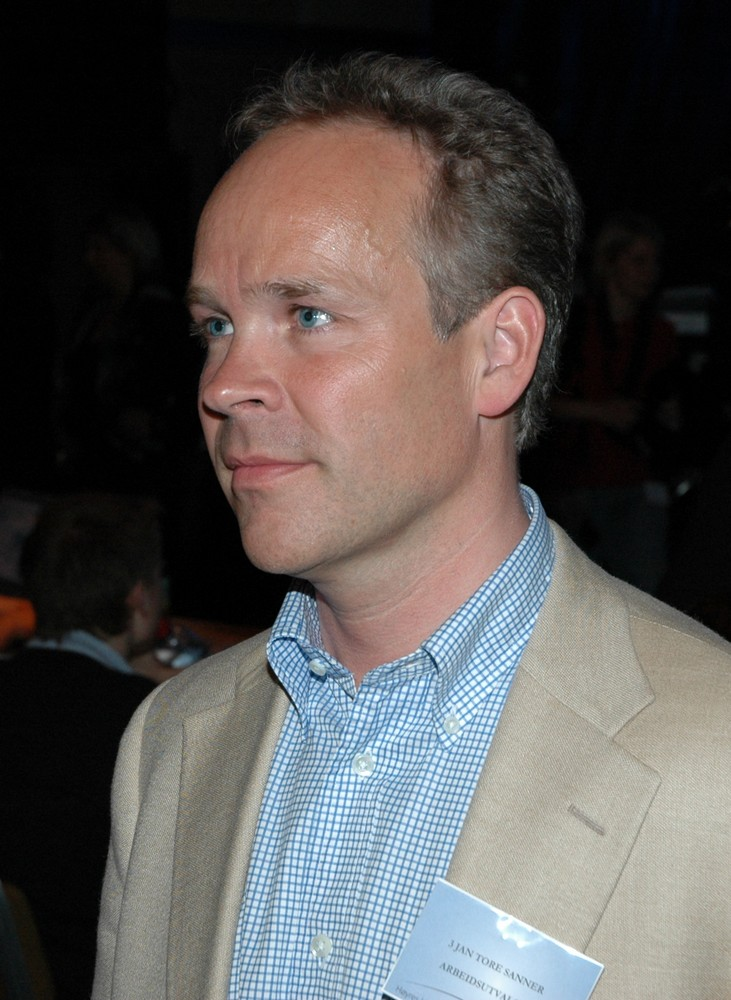
Jan Tore Sanner.

Jan Tore Sanner, född 6 maj 1965 i Bærum, är en norsk politiker i det norska konservativa partiet Høyre. Han var Norges kommunminister 2013–2018, utbildningsminister 2018–2020 och finansminister 2020–2021. Han är son till professor Tore Sanner (1935–) och barnvårdskonsulent Nina Bülow-Nielsen (1937–).